# Xylodes albovaria
Xylodes albovaria là một loài bọ cánh cứng trong họ Aderidae. Loài này được Waterhouse miêu tả khoa học năm 1876.